# Gevangenis van Hoei
De gevangenis in de Belgische stad Hoei is geopend in 1871 en gelegen aan de Rue de la Résistance. Ze heeft een capaciteit van 64 gedetineerden en behoort tot de kleinste gevangenissen van België. Ze doet dienst als arresthuis en strafhuis.

## Geschiedenis
De gevangenis van Hoei werd tussen 1867 en 1871 op een voormalig eigendom van de minderbroeders kapucijnen gebouwd. De opening vond in 1871 plaats en in het gebouw konden aanvankelijk 42 mannen en 18 vrouwen verblijven.
Op 31 december 1943 ondernam een gewapend commando van ongeveer 20 verzetsleden er een inval om verzetslieden te bevrijden, onder wie zeven terdoodveroordeelden die de dag daarop door de Duitse bezetter zouden worden geëxecuteerd. Na de Tweede Wereldoorlog werden in de gevangenis tal van politieke delinquenten, waaronder collaborateurs en krijgsgevangenen, opgesloten.
Van 1955 tot 1975 fungeerde de gevangenis als observatiecentrum om delinquenten naar het penitentiair schoolcentrum van Marneffe te verplaatsen. Dit gebeurde in het kader van de idee van een modelgevangenis met een open regime. De gedetineerden verbleven in Hoei met het oog op een overbrenging naar de inrichting in Marneffe die voor hun toestand geschikt was.